# Liste der Baudenkmäler in Tegernsee

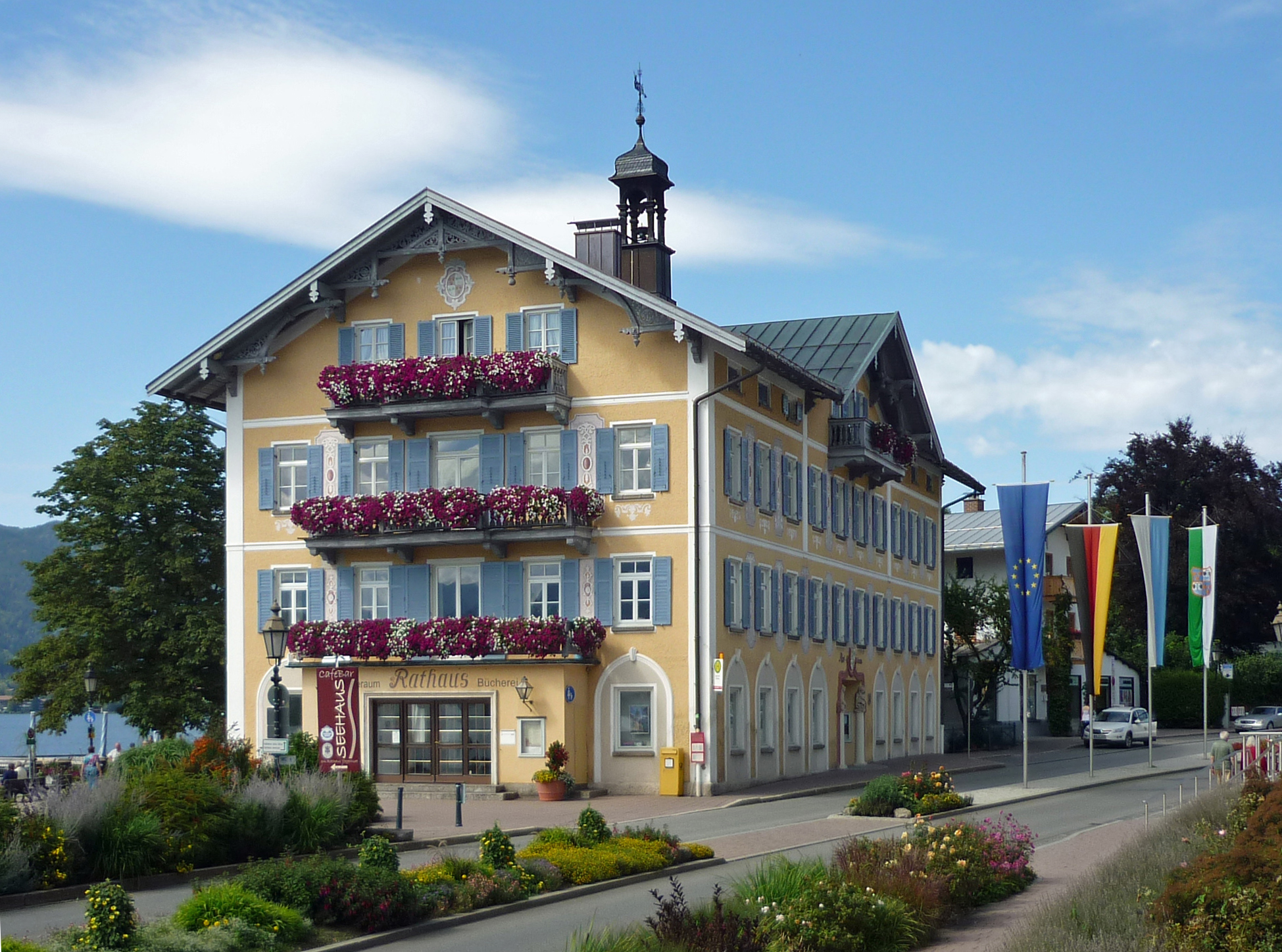
Rathaus der Stadt Tegernsee

Auf dieser Seite sind die Baudenkmäler in der oberbayerischen Stadt Tegernsee zusammengestellt. Diese Tabelle ist eine Teilliste der Liste der Baudenkmäler in Bayern. Grundlage ist die Bayerische Denkmalliste, die auf Basis des Bayerischen Denkmalschutzgesetzes vom 1. Oktober 1973 erstmals erstellt wurde und seither durch das Bayerische Landesamt für Denkmalpflege geführt wird. Die folgenden Angaben ersetzen nicht die rechtsverbindliche Auskunft der Denkmalschutzbehörde.

## Ensembles

### Ensemble Rosenstraße

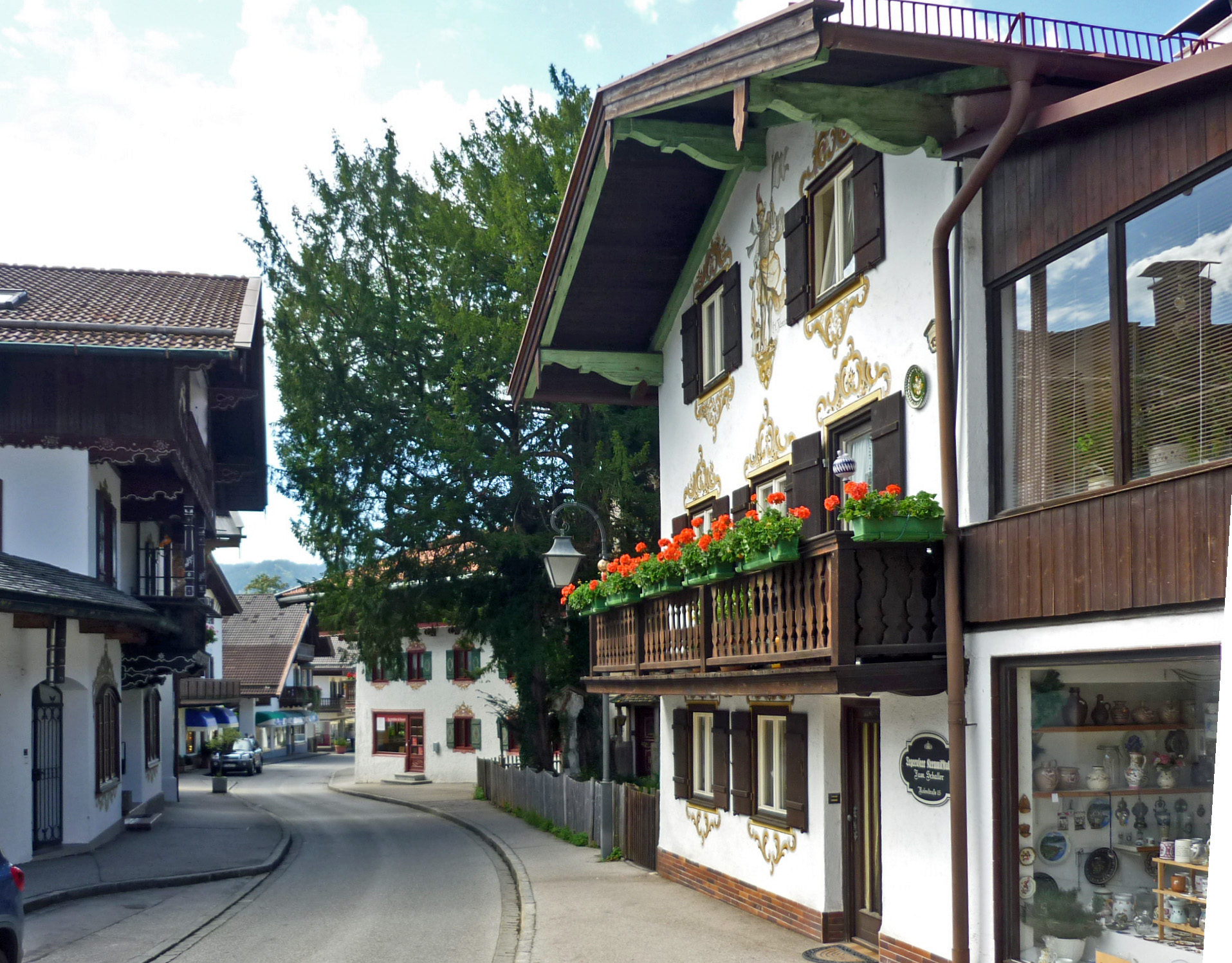
Rosenstraße in Tegernsee

Der rechten Uferseite des Alpbaches folgend, liegt die Rosenstraße zwischen dem ehemaligen Klosterbereich der Benediktinerabtei Tegernsee und der alten Gemarkung Hoffeld. Spätestens seit dem 18. Jahrhundert errichteten hier im Kloster beschäftigte Handwerker ihre Wohnstatt. Diese Tradition wurde auch nach der Säkularisation beibehalten, da sich die folgende, fremdenverkehrsbezogene Bauentwicklung Tegernsees im 19. Jahrhundert vorwiegend in Ufernähe bzw. in Sichtbeziehung zum See vollzog.
Vor allem in der zweiten Hälfte des 19. Jahrhunderts entstanden an der Nordseite der Rosenstraße, neben den bereits bestehenden Anwesen Rosenstraße 11/13, zumeist giebelseitig gestaffelte Wohn- und Geschäftshäuser, die auf der Südseite der Straße zum Alpbach kleine Gärten besaßen. Gegen Ende des 19. Jahrhunderts und zu Beginn des 20. Jahrhunderts wurden dann auch die Grundstücke auf der Südseite der Straße bebaut. Die um die Jahrhundertwende – zumeist von dem in Tegernsee ansässigen Baumeister Lorenz Hofmann – errichteten Gebäude wurden dabei sämtlich im Sinne eines Heimat- oder Gebirgsstils gestaltet. Der bis zu diesem Zeitpunkt nicht ortsübliche Haustyp des Wohn- und Geschäftshauses sollte durch dieses Stilmittel – hölzerne Balkenköpfe, Front- und Giebellaube, verbrettertes Giebelfeld, Standerker und Lüftlmalereien – an den Typus oberbairischer Bauernhäuser angeglichen werden. Selbst bereits bestehende Gebäude, wie die Anwesen Rosenstraße 11/13, wurden in diesem Sinne umgestaltet. Charakteristisches Beispiel hierfür sind die Versetzung eines Bildstockes aus dem 16. Jahrhundert in den Vorgarten eines Geschäftshauses sowie das Anpflanzen von Nadelbäumen.
Außerhalb der reinen Fremdenverkehrszone entlang der Uferstraße mit ihren Sommerfrisch- und Landhäusern, den Villen, Hotels und Fremdenpensionen entstand das kleine Geschäftszentrum in der Rosenstraße als neu geschaffener „alter Dorfkern“, der seine äußere Gestalt der umgebenden Fremdenverkehrswelt und ihrer vorgeprägten Vorstellung eines oberbayerischen Dorfes entsprechend abgestimmt hat.
Aktennummer: E-1-82-132-1

## Baudenkmäler nach Ortsteilen

### Tegernsee
| Lage | Objekt | Beschreibung | Akten-Nr.               | Bild                                                                            |
| --- | --- | --- | ----------------------- | ------------------------------------------------------------------------------- |
| Adelhofstraße 7 (Standort) | Tor | schmiedeeisernes neubarockes Gartentor, um 1900 | D-1-82-132-3            | Tor                                                                             |
| Auerweg 2 (Standort) | Ehemaliger Einfirsthof | Flachsatteldachbau mit Blockbau-Obergeschoss, Front- und teilverschalter Giebellaube, 1760/80 | D-1-82-132-4            | Ehemaliger Einfirsthof                                                          |
| Bahnhofplatz 5 (Standort) | Bahnhof | zweigeschossiger Satteldachbau im Heimatstil mit westseitigem Zwerchgiebel, Zierfachwerk, Putzornament und Bahnsteighalle mit eisernem Perrongitter, 1902 | D-1-82-132-6            | weitere Bilder                                                                  |
| Bahnhofstraße (Standort) | Brunnen, sogenannter Ludwigsbrunnen | neubarockes retabelartiges Steinrelief mit halbrunder Brunnenschale, bezeichnet 1884 | D-1-82-132-8            | Brunnen, sogenannter Ludwigsbrunnen                                             |
| Bahnhofstraße 9 (Standort) | Ehemaliges Bauernhaus und Baderanwesen | Wohnteil des Einfirsthofes, zweigeschossiger Flachsatteldachbau mit Obergeschoss in Blockbauweise, Giebellaube und eingezogener Hochlaube, Blockbau und Dachtragwerk um 1731 (dendrochronologisch datiert). | D-1-82-132-102          | BW                                                                              |
| Bahnhofstraße 12 (Standort) | Ehemaliges Bauernhaus, jetzt Wohn- und Geschäftshaus                                                                                             | zweigeschossiger Flachsatteldachbau mit giebelseitigem Balkon, Kreuzigungsgruppe im Giebelfeld und klassizistischer Lüftlmalerei, im Kern Mitte 18. Jahrhundert, Figurengruppe 16. Jahrhundert | D-1-82-132-7            | Ehemaliges Bauernhaus, jetzt Wohn- und Geschäftshaus                            |
| Bahnhofstraße 28 (Standort) | Ehemaliges Klosterkistler-Anwesen und Bauernhaus, später Künstlerhaus                                                                            | zweigeschossiger verputzter Blockbau mit Flachsatteldach und giebelseitigen Balkons, im Kern Mitte 18. Jahrhundert, 1909/10 Arbeits- und Wohnstätte des Malers August Macke | D-1-82-132-83           | weitere Bilder                                                                  |
| Bahnhofstraße 37 (Standort) | Gedenktafel | an Kronprinz Wilhelm von Preußen, 1897 | D-1-82-132-9            | Gedenktafel                                                                     |
| Bahnhofstraße 38 (Standort) | Ehemaliges Postamt | breitgelagerter Walmdachbau mit Gauben und Steinportal, von Franz Holzhammer, 1920–24 | D-1-82-132-10           | Ehemaliges Postamt                                                              |
| Baumgartenstraße 7 (Standort)                                                                                                  | Villa, sogenanntes Seeschlössl | zweigeschossiger neubarocker Walmdachbau mit Dachreiter, Schweifgiebeln, Treppen- und Eckturm, wohl von Architekt Georg Perger, 1895 | D-1-82-132-12           | Villa, sogenanntes Seeschlössl                                                  |
| Froumundstraße 3 (Standort) | Landhaus | zweigeschossiger Flachsatteldachbau im alpenländischen Heimatstil mit durchfenstertem Kniestock, Terrasse, Balkonen und Hochlaube, 1860; Nebengebäude, erdgeschossiges Flachsatteldachbau mit hölzernem Verbindungsgang zum Haupthaus, 1860 | D-1-82-132-82           | BW                                                                              |
| Gschwandlerweg 7 (Standort) | Wohnteil eines ehemaligen Einfirsthofes | Flachsatteldachbau mit Blockbau-Obergeschoss, umlaufender Laube und teilverschalter Giebellaube, im Kern 1. Viertel 17. Jahrhundert | D-1-82-132-14           | Wohnteil eines ehemaligen Einfirsthofes                                         |
| Hauptstraße 2 (Standort) | Ehemaliges Landgericht, dann Amtsgericht, jetzt Kuramt                                                                                           | dreigeschossiger klassizistischer Walmdachbau mit übergiebeltem Mittelrisalit und Rundbogenfenstern, nach Plänen von Daniel Ohlmüller von Joseph Poschner und Michel Tölzer, 1834–37, 1862 Umbau, zweites Obergeschoss 1900/01 | D-1-82-132-15           | weitere Bilder                                                                  |
| Hauptstraße 10 (Standort) | Inschriftentafel | steinerne Tafel mit Hausinschrift, 1835 | D-1-82-132-16           | Inschriftentafel                                                                |
| Hauptstraße 29 (Standort) | Ehemaliges Handwerkerhaus | zweigeschossiges Halbhaus mit Blockbau-Obergeschoss und Pultdach, modern bezeichnet 1732, Erdgeschoss modern verändert | D-1-82-132-17           | Ehemaliges Handwerkerhaus                                                       |
| Hauptstraße 37 (Standort) | Bootshaus | zweigeschossig, Betongeschoss mit geritztem Polygonalmauerwerk, darüber Holzständerkonstruktion mit umlaufender Laube und Halbwalmdach, im alpenländischen Heimatstil, von Hofmann, 1905 | D-1-82-132-95           | Bootshaus                                                                       |
| Hauptstraße 42 (Standort) | Hotel, sogenanntes Seehotel Luitpold | dreigeschossiger Satteldachbau im Heimatstil mit Jugendstildetails, verbrettertem oberstem Geschoss, traufseitigen Lauben und verschalten Giebellauben, um 1910 | D-1-82-132-18           | weitere Bilder                                                                  |
| Hauptstraße 47; Nähe Hafner; Nähe Hauptstraße; Nähe Schwaighofstraße; Nähe Seestraße 80; Tegernsee (Standort)                  | Bootshütte der ehemaligen Villa d’Hengliere, Seestraße 80                                                                                        | erdgeschossiger klassizisierender Holzbau mit Flachsatteldach, übergiebelter Einfahrt und hölzerner Lisenengliederung, Mitte 19. Jahrhundert | D-1-82-132-74           | weitere Bilder                                                                  |
| Hauptstraße 68 (Standort) | Ehemaliger Einfirsthof, jetzt Wohn- und Geschäftshaus                                                                                            | zweigeschossiger Flachsatteldachbau mit zweiseitig umlaufender Laube und Giebellaube, bezeichnet 1788, modern verändert | D-1-82-132-19           | weitere Bilder                                                                  |
| Hochfeldstraße 25 (Standort)                                                                                                   | Evangelisch-lutherische Pfarrkirche | neugotischer Saalbau mit eingezogenem Chor und Nordturm, von Albert Schmidt, 1894; mit Ausstattung | D-1-82-132-20           | weitere Bilder                                                                  |
| Hohenlehen 4 (Standort) | Ehemaliger Einfirsthof, seit 1929 Künstlerhaus                                                                                                   | zweigeschossiger Blockbau mit Flachsatteldach, Laube und Giebellaube, 1. Hälfte 18. Jahrhundert, Anbau von Sepp Ruf 1960er Jahre, ehemaliges Wohnhaus von Olaf Gulbransson, so genannter Schererhof | D-1-82-132-21           | Ehemaliger Einfirsthof, seit 1929 Künstlerhaus                                  |
| Karl-Theodor-Straße 7 (Standort)                                                                                               | Wohn- und Gästehaus | zweigeschossiger Satteldachbau mit Zwerchhaus, Balkonen und verschaltem Giebel, in heimatstiligen Formen, 1901–03 | D-1-82-132-99           | Wohn- und Gästehaus                                                             |
| Klosterwachtstraße 4 (Standort)                                                                                                | Ehemaliger Einfirsthof und Hofbauernanwesen | Flachsatteldachbau mit verputztem Blockbau-Obergeschoss und Brettschnitt-Balkons, im Kern Mitte 18. Jahrhundert | D-1-82-132-22           | Ehemaliger Einfirsthof und Hofbauernanwesen                                     |
| Kurgarten 5 (Standort) | Olaf-Gulbransson-Museum | erdgeschossiger freistehender Atriumbau in Stahlskelettbauweise über Stalbeton-Untergeschoss mit weit ausladendem Flachdach, schmalem Oberlichtband, zweiläufiger westlicher Freitreppe, weiß geschlämmten Wandscheiben und Glaswänden zum Atrium hin, nach Plänen von Sep Ruf, 1964–66 | D-1-82-132-84           | weitere Bilder                                                                  |
| Lieberhofweg 21 (Standort) | Kapelle, sogenannte Neumüllerkapelle | kleiner neubarocker Krüppelwalmdachbau mit Dachreiter, bezeichnet 1898; mit Ausstattung | D-1-82-132-24           | Kapelle, sogenannte Neumüllerkapelle                                            |
| Ludwig-Thoma-Weg 5 (Standort)                                                                                                  | Einfirsthof | zweigeschossiger verputzter Blockbau mit Flachsatteldach, Baluster- und teilverschalter Giebellaube sowie figürlichen Fresken, Ende 18. Jahrhundert | D-1-82-132-25           | Einfirsthof                                                                     |
| Ludwig-Thoma-Weg 14 (Standort)                                                                                                 | Ehemaliger Einfirsthof | zweigeschossiger Flachsatteldachbau mit teilverschalter Giebellaube, 18. Jahrhundert, modern verändert | D-1-82-132-27           | Ehemaliger Einfirsthof                                                          |
| Ludwig-Thoma-Weg 19 (Standort)                                                                                                 | Ehemaliger Einfirsthof | zweigeschossiger Flachsatteldachbau wohl mit verputztem Blockbau-Obergeschoss, zweiseitig umlaufender Laube, teilverschalter Giebellaube sowie figürlichen Fresken, bezeichnet 1799 | D-1-82-132-28           | Ehemaliger Einfirsthof                                                          |
| Ludwig-Thoma-Weg 20 (Standort)                                                                                                 | Ehemaliges Kleinbauernhaus | zweigeschossiger verputzter Blockbau mit Flachsatteldach, umlaufender Laube und verschalter Giebellaube, im Kern letztes Viertel 16. Jahrhundert, äußere Erscheinung 19. Jahrhundert im Stil der Neuen Sachlichkeit mit zwiebelbekröntem Erkerturm, 1929 | D-1-82-132-29           | Ehemaliges Kleinbauernhaus                                                      |
| Max-Josef-Straße 2 (Standort)                                                                                                  | Postamt | Zweigeschossiger Satteldachbau im Stil der Neuen Sachlichkeit mit zwiebelbekröntem Erkerturm, 1929. | D-1-82-132-30           | Postamt                                                                         |
| Max-Josef-Straße 13 (Standort)                                                                                                 | Ehemaliger Einfirsthof, sogenannter Klosterhof                                                                                                   | stattlicher zweigeschossiger Flachsatteldachbau mit Giebelbalkon und profilierten Fenstereinfassungen, bezeichnet 1806 | D-1-82-132-31           | Ehemaliger Einfirsthof, sogenannter Klosterhof                                  |
| Münchner Straße 2 (Standort)                                                                                                   | Ehemaliger Einfirsthof | zweigeschossiger langgestreckter Putzbau mit vorstehendem Halbwalmdach und giebelseitigen Balkons, wohl noch 18. Jahrhundert, Dach Mitte 19. Jahrhundert erneuert | D-1-82-132-32           | Ehemaliger Einfirsthof                                                          |
| Münchner Straße 20 (Standort)                                                                                                  | Ehemalige Villa Theodorowitsch, dann Hotel, später Amtsgebäude, jetzt Mietshaus                                                                  | dreigeschossiger Walmdachbau mit Mezzaningeschoss, Balusterbalkons und später aufgestocktem Loggia-Queranbau, in Formen der italienischen Neurenaissance, von August und Friedrich von Thiersch, 1873/74, Kernbau wohl von Joseph Poschner 1838/39, ehemaliger Festsaal mit Deckenmalereien der italienischen Neurenaissance nach Entwürfen von Friedrich von Thiersch; | D-1-82-132-34           | Ehemalige Villa Theodorowitsch, dann Hotel, später Amtsgebäude, jetzt Mietshaus |
| Münchner Straße 20 (Standort)                                                                                                  | Ehemalige Villa Theodorowitsch, dann Hotel, später Amtsgebäude, jetzt Mietshaus                                                                  | Gartenpavillon, offener polygonaler Ständerbau, von August und Friedrich von Thiersch, 1873/74 | D-1-82-132-34 zugehörig | Ehemalige Villa Theodorowitsch, dann Hotel, später Amtsgebäude, jetzt Mietshaus |
| Nähe Schloßplatz (Standort) | Bootshütte der Hoffischerei | breiter hölzerner Walmdachbau mit seeseitigem übergiebeltem Mittelvorbau und sechs Bootseinfahrten, Mitte 19. Jahrhundert | D-1-82-132-69           | weitere Bilder                                                                  |
| Nähe Schloßplatz (Standort) | Denkmal | für Königin Caroline, von Johann von Halbig, 1870 | D-1-82-132-54           | BW                                                                              |
| Nähe Seestraße (Standort) | Gedenkkreuz | aus Tuffstein in Tatzenkreuzform, 1544. | D-1-82-132-67           | weitere Bilder                                                                  |
| Neureuthstraße 10 a (Standort)                                                                                                 | Ehemaliges Bauernhaus | Flachsatteldachbau mit verbrettertem Blockbau-Obergeschoss und Lauben, bezeichnet 1778 | D-1-82-132-11           | weitere Bilder                                                                  |
| Neureuthstraße 23 (Standort)                                                                                                   | Ehemalige Villa, sogenanntes Sengerschloss, jetzt Hotelbau                                                                                       | dreigeschossige neubarocke Walmdachanlage mit zwei Ecktürmen, Rundturm, Schweifgiebel und Putzgliederung, von Emanuel von Seidl, nach 1903 | D-1-82-132-35           | weitere Bilder                                                                  |
| Neureuthstraße 52 a (Standort)                                                                                                 | Ehemaliger Einfirsthof, jetzt Gasthaus Lieberhof                                                                                                 | Flachsatteldachbau mit Blockbau-Obergeschoss, umlaufender Laube und teilverschalter Giebellaube, Ende 18. Jahrhundert | D-1-82-132-36           | Ehemaliger Einfirsthof, jetzt Gasthaus Lieberhof                                |
| Perronstraße 19 (Standort) | Observatorium | zweigeschossiger flachgedeckter Putzbau mit aufgesetzter oktokonaler Beobachtungskuppel, um 1920/30; mit Ausstattung | D-1-82-132-37           | Observatorium                                                                   |
| Prinzenweg 2 (Standort) | Kapelle, sogenannte Schneekapelle | kleiner Satteldachbau mit Dachreiter, in Teilen 1797, 1935 transloziert; mit Ausstattung | D-1-82-132-43           | Kapelle, sogenannte Schneekapelle                                               |
| Prinz-Karl-Allee 2 (Standort)                                                                                                  | Villa Faber | zweigeschossiger Schopfwalmdachbau im historisierenden Heimatstil mit verschaltem mosaizierten Dachvorstand, Eckerkern, umlaufender Laube, Balkon und Fassadenschmuck, von Emanuel von Seidl, 1899–1903; Villengarten, Parkanlage mit Auffahrt, Brunnen und Gartenfiguren, um 1903; siehe auch Prinz-Carl-Allee 10 | D-1-82-132-39           | Villa Faber                                                                     |
| Prinz-Karl-Allee 3 (Standort)                                                                                                  | Salettl | oktogonale offene Eisenkonstruktion mit Zeltdach und Wetterfahne, um 1900 | D-1-82-132-85           | Salettl                                                                         |
| Prinz-Karl-Allee 5 (Standort)                                                                                                  | Landhaus | zweigeschossiger Flachsatteldachbau im alpenländischen Heimatstil mit giebelseitigen Balkons und westseitiger Verbretterung, bezeichnet 1867; | D-1-82-132-40           | Landhaus                                                                        |
| Prinz-Karl-Allee 5 (Standort)                                                                                                  | Laube | | D-1-82-132-40 zugehörig | Laube                                                                           |
| Prinz-Karl-Allee 9 (Standort)                                                                                                  | Landhaus | zweigeschossiger Flachsatteldachbau im oberbayrischen Heimatstil mit durchfenstertem Kniestock, umlaufender Laube, Erkern, Giebelbalkon und Lüftlmalerei, um 1865 | D-1-82-132-41           | Landhaus                                                                        |
| Prinz-Karl-Allee 10 (Standort)                                                                                                 | Pförtnerhaus | erdgeschossiger historisierender Krüppelwalmdachbau mit Putzgliederung und Dachreiter, 1899; Tor, angebaute Toranlage mit seitlichem Durchgang, um 1899; siehe Prinz-Carl-Allee 2 | D-1-82-132-42           | Pförtnerhaus                                                                    |
| Rathausplatz 1 (Standort) | Ehemaliges Schulhaus, dann Forsthaus, seit 1888 Rathaus                                                                                          | stattlicher dreigeschossiger Flachsatteldachbau im alpenländischen Heimatstil mit Zwerchgiebeln, giebelseitigen Balkons, Dachreiter und Lüftlmalereien, im Kern Anfang 19. Jahrhundert, Umbau in die heutige Form 1886, Portal um 1925–30, Ausbau 1962. 1841/42, Erweiterungen 1850, 1863 und 1901; mit Ausstattung | D-1-82-132-44           | weitere Bilder                                                                  |
| Riedersteinholz (Standort) | Riedersteinkapelle | Kleiner neuromanischer Satteldachbau mit Dachreiter, 1841/42, Erweiterungen 1850, 1863 und 1901; mit Ausstattung. | D-1-82-132-79           | weitere Bilder                                                                  |
| Riedersteinholz (Standort) | Kreuzweg | 14 gusseiserne, farbig gefasste Kreuzwegstationen, um Mitte 19. Jahrhundert, 1902 renoviert; auf dem Riederstein | D-1-82-132-80           | weitere Bilder                                                                  |
| Rosenstraße 11 (Standort) | Wohn- und Geschäftshaus | zweigeschossiger Flachsatteldachbau im oberbayerischen Heimatstil mit Standerker, Laube und teilverschalter Giebellaube, Anfang 20. Jahrhundert, Lüftlmalerei modern. | D-1-82-132-47           | Wohn- und Geschäftshaus                                                         |
| Rosenstraße 13 (Standort) | Doppelwohnhaus | stattliches dreigeschossiges Doppelhaus im oberbayerischen Heimatstil mit zwei Flachsatteldächern, Standerker, reich geschnitzten Lauben und Lüftlmalereien, im Kern wohl 1767, 1905 wohl von Lorenz Hofmann umgestaltet | D-1-82-132-48           | weitere Bilder                                                                  |
| Rosenstraße 13 (Standort) | Bildstock | Tuffsteinpfeiler mit Bildnische, Ende 16. Jahrhundert | D-1-82-132-50           | Bildstock                                                                       |
| Rosenstraße 23; Rosenstraße 25 (Standort)                                                                                      | Doppelwohnhaus | traufseitiger Flachsatteldachbau mit verputztem Blockbau-Obergeschoss und Laube, modern bezeichnet 1678, im Kern wohl Ende 18. Jahrhundert, Anfang 20. Jahrhundert im Heimatstil verändert, Lüftlmalerei modern | D-1-82-132-51           | Doppelwohnhaus                                                                  |
| Salitererhof 12 (Standort) | Ehemaliger Einfirsthof | stattlicher zweigeschossiger Flachsatteldachbau mit umlaufender Balusterlaube, teilverschalter Giebellaube und reichen Lüftlmalereien, letztes Viertel 18. Jahrhundert | D-1-82-132-26           | Ehemaliger Einfirsthof                                                          |
| Schloßplatz 1; Schloßplatz 1 a; Schloßplatz 1 b; Schloßplatz 1 c; Schloßplatz 1 d; Schloßplatz 1 e; Schloßplatz 1 f (Standort) | Konvent des ehemaligen Benediktinerklosters, jetzt sogenanntes Schloss mit Herzoglicher Hauptverwaltung, Brauerei, Gymnasium und Privatgemächern | dreigeschossige barocke Vierflügelanlage mit Putzgliederung um die ehemalige Abteikirche und zwei Binnenhöfe, 1678, nach Idealplan von Enrico Zuccalli, 1689–1736 durch Antonio Riva, Johann Schmuzer und Johann Baptist Gunetzrhainer ausgeführt, ab 1803 Abtragung der drei westlichen Trakte, 1823/24 Umgestaltung zum königlichen Sommerschloss durch Leo von Klenze; mit Ausstattung; Ehemals Sekretum, sogenanntes Apothekerstöckl, zweigeschossiger Walmdachbau mit rustiziertem Eingangsrisalit, 18. Jahrhundert | D-1-82-132-52           | weitere Bilder                                                                  |
| Schloßplatz 2 (Standort) | Ehemalige Klosterkirche St. Quirin, jetzt katholische Pfarrkirche                                                                                | dreischiffige Pfeilerbasilika mit Querhaus, Seitenkapellen, mittelschiffbreitem langen Chor und westlicher Doppelturmfassade, Türme und Krypta im Kern 11. Jahrhundert, Psallierchor und dreischiffiges Langhaus 15. Jahrhundert, ab 1678 Barockisierung und Einfügung von Vierung und Querhaus nach Plan von Enrico Zuccalli, um 1820 Abtrennung des östlichen Psallierchores und Umgestaltung der Fassade durch Leo von Klenze; mit Ausstattung                                                                        | D-1-82-132-53           | weitere Bilder                                                                  |
| Schwaighofstraße 13 (Standort)                                                                                                 | Landhaus | zweigeschossiger Flachsatteldachbau im alpenländischen Heimatstil über hohem Sockelgeschoss mit Terrassenvorbau, hohem durchfenstertem Kniestock und giebelseitigen Balkons, 1873; Gartentor, schmiedeeisernes Gitter in Jugendstilformen, Anfang 20. Jahrhundert | D-1-82-132-81           | Landhaus                                                                        |
| Schwaighofstraße 36 (Standort)                                                                                                 | Wohnhaus, ehemalige Villa Leinhaas | zwei bzw. dreigeschossiger malerischer Putzbau im Heimatstil mit Schopfwalmdächern, Gauben und Kaminen, Erkern und hölzernen Lauben, 1905–07 | D-1-82-132-56           | Wohnhaus, ehemalige Villa Leinhaas                                              |
| Schwaighofstraße 41 (Standort)                                                                                                 | Kapelle, sogenannte Prinzenkapelle | neuromanischer putzgegliederter Flachsatteldachbau mit offenem Vorbau und Dachreiter, nach 1875; mit Ausstattung, zur Erinnerung an Prinz Carl von Bayern | D-1-82-132-58           | Kapelle, sogenannte Prinzenkapelle                                              |
| Schwaighofstraße 47 (Standort)                                                                                                 | Landhaus | Flachsatteldachbau im alpenländischen Heimatstil mit verbrettertem Obergeschoss, Eckerker, umlaufenden Lauben und teilverschalter Giebellaube, 1900 | D-1-82-132-57           | Landhaus                                                                        |
| Schwaighofstraße 71 (Standort)                                                                                                 | Landhaus, ehemals Villa Rosa | zweigeschossiger Flachsatteldachbau im alpenländischen Heimatstil und Jugendstilformen mit Terrassenvorbau, umlaufender Laube, teilverschalter geschweifter Giebellaube und Lüftlmalereien, von Lorenz Hofmann, 1902 | D-1-82-132-59           | Landhaus, ehemals Villa Rosa                                                    |
| Schwaighofstraße 83 (Standort)                                                                                                 | Quellendenkmal | marmorne klassizistische Pfeilerädikula mit Brunnentrog, bezeichnet 1821, zur Erinnerung an König Max I. Joseph | D-1-82-132-60           | Quellendenkmal                                                                  |
| Seestraße 11; Seestraße 11 c; Seestraße 11 a (Standort)                                                                        | Ehemalige Herzogliche Administration, jetzt Wohn- und Geschäftsbauten                                                                            | neubarocke Vierflügelanlage, von Sebastian Herrle, einheitlich um 1875; Kopfbau, zweigeschossiger Flachsatteldachbau mit Seitenrisaliten, Eckrustika und Gurtgesimsen; Nebengebäude, zweigeschossiger Walmdachbau mit flachen Eckrisaliten; | D-1-82-132-61           | weitere Bilder                                                                  |
| Seestraße 11; Seestraße 11 b; (Standort)                                                                                       | Ehemalige Herzogliche Administration, jetzt Wohn- und Geschäftsbauten                                                                            | neubarocke Vierflügelanlage, von Sebastian Herrle, einheitlich um 1875 Remise, erdgeschossiger Krüppelwalmdachbau mit zweigeschossigen Eckrisaliten | D-1-82-132-61 zugehörig | Ehemalige Herzogliche Administration, jetzt Wohn- und Geschäftsbauten           |
| Seestraße 13 (Standort) | Friedhof | Friedhof, 1809; | D-1-82-132-62           | Friedhof                                                                        |
| Seestraße 13 (Standort) | Friedhof | Friedhof, 1809; Friedhofsmauer, 1845 | D-1-82-132-62 zugehörig | Friedhof                                                                        |
| Seestraße 14 (Standort) | Ehemaliger Torbau, seit 1820 sogenanntes Altherrenhaus, jetzt Wohnhaus                                                                           | langgestreckter dreigeschossiger Walmdachbau mit Seitenrisalit, nach Plan von Enrico Zuccalli über mittelalterlichem Kernbau, 1678 | D-1-82-132-63           | weitere Bilder                                                                  |
| Seestraße 17 (Standort) | Ehemaliges Amtmannhaus, dann Pfarrhaus, jetzt Museum Tegernseer Tal                                                                              | zweigeschossiger biedermeierlicher Walmdachbau mit Putzgliederung, um 1840 über älterem Kern | D-1-82-132-64           | Ehemaliges Amtmannhaus, dann Pfarrhaus, jetzt Museum Tegernseer Tal             |
| Seestraße 20 a (Standort) | Ufermauer | Reste der alten Tuffsteinbefestigung mit geschweiften Decksteinen, 18. Jahrhundert | D-1-82-132-78           | Ufermauer                                                                       |
| Seestraße 27 (Standort) | Ehemaliges Klosterrichterhaus | Schopfwalmdachbau mit verputztem Blockbau-Obergeschoss-Kern, verschindeltem Giebelfeld und giebelseitigen Balkons, bezeichnet 1736 | D-1-82-132-65           | weitere Bilder                                                                  |
| Seestraße 42 (Standort) | Ehemalige Hoffischerei | langgestreckter Walmdachbau mit Gurtgesims, 1867 | D-1-82-132-66           | weitere Bilder                                                                  |
| Seestraße 43 (Standort) | Landhaus, ehemalig Villa Frankenburg | zweigeschossiger Flachsatteldachbau im alpenländischen Heimatstil mit hölzernem Kniestock, flachem übergiebeltem Mittelrisalit und hölzernem Verandavorbau, von Michel Tölzer, 1870 | D-1-82-132-68           | weitere Bilder                                                                  |
| Seestraße 49 (Standort) | Landhaus | stattlicher zweigeschossiger Walmdachbau über hohem Sockelgeschoss mit Pilastergliederung und kleinen Balkons, von W. Funke, 1922/23 | D-1-82-132-70           | Landhaus                                                                        |
| Seestraße 74 (Standort) | Ehemaliges Landhaus, Sommerhaus des Hofmalers Joseph Karl Stieler                                                                                | schlicht-biedermeierlicher, zweigeschossiger Schopfwalmdachbau mit Balusterbalkonen, 1829/30; mit Ausstattung | D-1-82-132-71           | Ehemaliges Landhaus, Sommerhaus des Hofmalers Joseph Karl Stieler               |
| Seestraße 80 (Standort) | Ehemalige Villa d’Hengliere, jetzt Verwaltung der Orthopädischen Klinik Tegernsee                                                                | neuklassizistischer Walmdachbau mit dorischer Altane, Balkons und Serliana-Fenstern, um 1912 | D-1-82-132-73           | weitere Bilder                                                                  |
| Seestraße 88 (Standort) | Landhaus, ehemals Villa Maria, von 1919 bis 1920 Wohnsitz von Ludwig Ganghofer                                                                   | zweigeschossiger Flachsatteldachbau alpenländischem Heimatstil mit Terrassenvorbau, Lauben, teilverschalter Giebellaube und Segmentbogenfenstern, Ende 19. Jahrhundert | D-1-82-132-76           | Landhaus, ehemals Villa Maria, von 1919 bis 1920 Wohnsitz von Ludwig Ganghofer  |
| Sonnleitenweg 22 (Standort) | Ehemaliger Einfirsthof | Flachsatteldachbau mit Blockbau-Obergeschoss, zweiseitig umlaufender Laube und teilverschalter Giebellaube, Mitte 18. Jahrhundert | D-1-82-132-77           | Ehemaliger Einfirsthof                                                          |
| Stieler Denkmal (Standort) | Denkmal für den Dichter Karl Stieler | Halbrunde Marmorbank mit Bronzebüste auf hohem mittigen Postament, von Friedrich von Thiersch, 1886/87, Büste von Thomas Dennerlein, 1886 | D-1-82-132-72           | weitere Bilder                                                                  |
| Tuften 12 (Standort) | Landhaus, sogenanntes Ludwig-Thoma-Haus | zweigeschossiger Flachsatteldachbau im alpenländischen Heimatstil mit umlaufender Laube, teilverschalter Giebellaube und Erker, von Ignatius Taschner und Josef Hofmann, 1907/08 | D-1-82-132-5            | Landhaus, sogenanntes Ludwig-Thoma-Haus                                         |
| Tuftenbergwiesen (Standort) | Ehemaliger Getreidekasten, jetzt Salettl | erdgeschossiger Flachsatteldachblockbau mit ehemals drei Kammern, bezeichnet 1547, 1937/38 vom „Koal-Bauernhof“ in Rottach transferiert und ausgebaut | D-1-82-132-45           | weitere Bilder                                                                  |
| Werinherstraße 6 (Standort) | Ehemaliges Bauernhaus | zweigeschossiger, verputzter Flachsatteldachbau mit Lauben und verbretterter Giebellaube, Wirtschaftsteil im Erdgeschoss mit unregelmäßigem Bruchsteinmauerwerk und verbrettertem Obergeschoss, 1921 | D-1-82-132-101          | BW                                                                              |

### Alpbachalm
| Lage                  | Objekt                     | Beschreibung | Akten-Nr.     | Bild           |
| --------------------- | -------------------------- | --- | ------------- | -------------- |
| Alpbachalm (Standort) | Alm, sogenannte Alpbachalm | Almhütte, erdgeschossiger Blockbau über verputztem Steinsockel mit weit vorkragendem Flachsatteldach, 18. Jahrhundert; Stall, erdgeschossiger Blockbau mit Flachsatteldach und traufseitigen Lichtöffnungen, bezeichnet 1814 | D-1-82-132-94 | weitere Bilder |

### Leeberghof
| Lage                            | Objekt      | Beschreibung                                      | Akten-Nr.    | Bild           |
| ------------------------------- | ----------- | ------------------------------------------------- | ------------ | -------------- |
| Nähe Ganghoferstraße (Standort) | Gedenkkreuz | aus Tuffstein in Tatzenkreuzform, bezeichnet 1544 | D-1-82-132-2 | weitere Bilder |

### Schwaighof
| Lage                      | Objekt  | Beschreibung                                               | Akten-Nr.    | Bild           |
| ------------------------- | ------- | ---------------------------------------------------------- | ------------ | -------------- |
| Nähe Tegernsee (Standort) | Denkmal | steinerne Büste König Max I. Josephs auf Steinsockel, 1906 | D-1-82-132-1 | weitere Bilder |